# Раунд 1
«Раунд 1» — дебютний студійний альбом Стаса Шурінса, виданий 2012 року. До альбому увійшли 12 композицій (деякі з них були перезаписані 2012 року) і одна з пісень виконана в дуеті з Катериною Варнавою. До синглу «Прости» був відзнятий відеокліп.

## Список композицій
| #   | Назва                                       | Тривалість |
| --- | ------------------------------------------- | ---------- |
| 1.  | «Давай знакомиться»                         | 3:12       |
| 2.  | «Сердце»                                    | 3:50       |
| 3.  | «Ты опять молчишь»                          | 3:49       |
| 4.  | «Скажи мне»                                 | 3:22       |
| 5.  | «Дождь»                                     | 3:29       |
| 6.  | «Хватит»                                    | 3:39       |
| 7.  | «Зима»                                      | 2:48       |
| 8.  | «Прости»                                    | 3:41       |
| 9.  | «Не сходи с ума»                            | 3.22       |
| 10. | «Будь собой»                                | 3:17       |
| 11. | «Останься»                                  | 3:40       |
| 12. | «feat. Катерина Варнава - Ты опять молчишь» | 3:49       |

## Сингли
Сердце - пісня, написана 2009 року, що стала однією з перших композицій, які співак представив на шоу "Фабрика зірок".
Не сходи с ума — авторська пісня Стаса Шурінса, яку він представив на кастингу третього сезону Фабрики зірок. Наприкінці 2009 співак у дуеті з Ерікою проходив відбір на Євробачення 2010. Концертне відео до цієї пісні потрапляло до ефірів М1 2009 та 2010 років. За жанром належить до фанк-року.
Зима - пісня, що стала радіосинглом у грудні 2010 року. Пісня стала першим синглом, який співак видав вже після завершення шоу "Фабрика зірок". 2011 року було записано уривок відео зі студійного запису пісні, який пізніше потрапив до інтернету. Сам стиль пісні відрізняється від усіх попередніх і має риси павер-попу.
Скажи мне - пісня, яку Стас Шурінс представив навесні 2011 року під час участі у шоу "Танцюють всі!". 2011 року пісня потрапила до українських радіостанцій.
Прости - останній сингл співака с цього альбому. На цей сингл був знят дебютний кліп.